# University of Mary
La University of Mary è un'università privata di indirizzo cattolico con sede a Bismarck, nello stato americano del Dakota del Nord.
Il Mary College fu fondato nel 1959 dalle suore benedettine dell'Annunciation Monastery di Bismarck. Fu elevata dal rango di college a quello di università nel 1989 e prese il nome di University of Mary.